# Welby Van Horn
Welby Van Horn, né le 8 septembre 1920 et mort le 17 septembre 2014, est un ancien joueur américain de tennis.

## Palmarès (partiel)

### Titre en simple messieurs
| No | Date       | Nom et lieu du tournoi   | Catégorie | Surface | Finaliste    | Score |  |
| -- | ---------- | ------------------------ | --------- | ------- | ------------ | ----- |  |
| 1  | 01-07-1945 | Tournoi de tennis US Pro |           | NC      | John Nogrady | NC    |  |

### Finales en simple messieurs
| No | Date       | Nom et lieu du tournoi                      | Catégorie | Surface      | Vainqueur       | Score         |          |
| -- | ---------- | ------------------------------------------- | --------- | ------------ | --------------- | ------------- | -------- |
| 1  | 07-09-1939 | US National Championships, Forest Hills     | G. Chelem | Gazon (ext.) | Bobby Riggs     | 6-4, 6-2, 6-4 | Parcours |
| 2  | 25-09-1950 | Wembley Professional Championships, Wembley |           | NC           | Pancho Gonzales | 6-3, 6-3, 6-2 |          |